# Hans-Werner Steckhan
Hans-Werner Steckhan (* 17. Juli 1937; † 11. Mai 2017) war ein deutscher Jurist und Richter am Bundesarbeitsgericht.

## Leben und Wirken
Steckhan studierte ab 1957 Rechtswissenschaften an den Universitäten Frankfurt am Main und Erlangen. 1961 legte er sein Erstes Juristisches Staatsexamen ab und begann im Anschluss daran sein Rechtsreferendariat. Gleichzeitig war Steckhan als wissenschaftlicher Mitarbeiter an der Universität Erlangen tätig. Dort wurde er 1965 mit der Arbeit Die Innengesellschaft zum Dr. iur. promoviert. Ein Jahr später legte er sein Zweites Staatsexamen ab. In der Folge arbeitete er weiter als wissenschaftlicher Assistent an der Universität Erlangen, bis er 1974 in den Höheren Justizdienst des Freistaats Bayern eintrat. Dort wurde er ab Mai 1974 am Arbeitsgericht Erlangen eingesetzt und war von 1979 bis 1980 an die Landesarbeitsgerichte München und Nürnberg abgeordnet. 1980 wurde Steckhan zum Richter am Bundesarbeitsgericht gewählt. Er trat seine Stellung zum 1. November 1980 und wurde dem Siebten Senat zugewiesen. Dort prägte er über Jahrzehnte die Rechtsprechung vor allem zum Individualarbeitsrecht, später dann dem Recht der Befristung von Arbeitsverhältnissen der Betriebsverfassung mit. 1992 wurde Steckhan von der Universität Erlangen zum Honorarprofessor ernannt. Mit Ablauf des Juli 2002 trat er in den Ruhestand und war anschließend als of counsel in einer Schlierseer Rechtsanwaltskanzlei tätig.